# Ligyra ventrimacula
Ligyra ventrimacula är en tvåvingeart som först beskrevs av Carl Ludwig Doleschall 1857.  Ligyra ventrimacula ingår i släktet Ligyra och familjen svävflugor. Inga underarter finns listade i Catalogue of Life.